# ウィラドゥリ語
ウィラドゥリ語 (英: Wiradjuri language）は、パマ＝ニュンガン諸語(英語版)のウィラドゥリ亜語群(Whiradhuric subgroup)の言語である。アボリジニの一つであるウィラドゥリ族(英語版)の民族言語で2009年に母語話者が消滅したが、言語復活のための学校でのウィラドゥリ語教育が進行中。ウィライアリ(Wiraiari)とジェティ(Jethi)はこの言語の方言であるとされている。この言語が由来のオーストラリアの地名にニューサウスウェールズ州のウォガウォガやダボがある。

## 言語の再生
ウィラドゥリ語はウイラドゥリ人が住んでいたニューサウスウェールズ州の小中学校で教えられる他、同州のパークスやフォーブスの学校のTAFEにも含まれており、ネイティブ・非ネイティブ双方に授与されている。

### ウィラドゥリ語辞書
ウィラドゥリ語を取り戻す手順として出版物が助けとなった。2005年にはB5で400ページからなる英語・ウィラドゥリ語どちらからも引くことのできる辞典がelder Stan Gran SenoirとDr John Rudderによって初めて執筆され、5000単語ほどが収録された。動物、鳥、植物、気候、体の部位、色などの分類別に索引できる章もあり、正確な発音や文法、様々な例文も著されていた。2010年からウォガウォガにて執筆に着手した改訂版では収録単語が8000語にまで増加した。

## 語彙

### 地名
ウィラドゥリ族はウォガウォガ地域(Wagga Wagga)に住むアボリジニの人々のことで、このWaggaとはウィラドゥリ語で「烏」のことであると考えられる。つまりウォガウォガは「烏の多く棲む場所」という意味であり、上述の通り地名にもなっている。

### その他
Yes・Noの応答や1語から4,5語程度の挨拶、人間関係の語彙、生活に必要なものや動物の語彙はほとんど保存され、ワラルー（英:Wallaroo、ウィラドゥリ語:Walaruu）のように英語に輸出された単語もある。また、名詞だけでなく動詞も残っており、数は5進数である。

## 参考
http://www.ethnologue.com/language/wrh